# قطعنامه ۱۲۴۷ شورای امنیت
قطعنامه ۱۲۴۷ شورای امنیت سازمان ملل متحد که در تاریخ ۱۸ ژوئن ۱۹۹۹ تصویب شد، سندی بین‌المللی دربارهٔ بررسی وضعیت بوسنی و هرزگوین است. این قطعنامه طی نشست ۴۰۱۴ام با ۱۵ رای موافق، ۰ مخالف و ۰ ممتنع تصویب شد.